# 2019冠状病毒病西班牙疫情
2019冠状病毒病西班牙疫情是2019冠状病毒病在西班牙傳染及爆發的具體情况。2020年1月31日，疫情蔓延至西班牙，当时一名德国游客在加納利群島的戈梅拉岛被檢測為陽性並確診。
2月24日，在意大利疫情大規模爆發后，确认了多起与意大利群体有关的病例，第一宗为来自意大利伦巴第的医生，在特内里费岛度假时被确诊。之后，在特内里费岛发现了多例COVID-19病例，涉及与医生接触的人。在西班牙本土上也发现了其他涉及到意大利人的病例。
2020年7月6日，西班牙政府的全国血清抗体阳性率调查结果显示，约有200万人，即全部人口的5.2%，可能在疫情期间受到感染。西班牙是欧洲第二个（仅次于俄罗斯）记录50万病例的国家。10月21日，西班牙报告了100万例COVID-19病例，其中1,005,295例感染，34,366例死亡，三分之一的病例发生在马德里。
截至2021年9月，西班牙是接种疫苗人口比例最高的国家之一（76%接受了完整疫苗接种方案，79%接种第一剂疫苗），同时也是非常支持COVID-19疫苗的国家之一（近94%民众已经接种或希望接种）。

## 时间线
2020年1月31日，西班牙在加納利群島的戈梅拉岛确诊了第一例COVID-19案。为来自德国的一位旅行者，他被送往坎德拉里亚圣母医院。
2月9日，第二宗病例涉及一名在帕尔马的英国男子，他与某法国人接触后被传染，该法国人随后被确诊。
2月24日，在意大利暴发疫情之后，来自意大利伦巴第的一名医生正在特内里费岛度假，随后在Hospital Universitario Nuestra Señora de Candelaria接受检查，呈阳性。
2月25日，西班牙确认了四起与意大利群体有关的新案例。上述来自伦巴第的医生的妻子，测试呈阳性。居住在西班牙的一名36岁意大利妇女于2月12日至22日访问了贝加莫和米兰，在巴塞罗那检测呈阳性。一名来自比利亚雷亚尔的男子，最近前往米兰，经测试呈阳性，在拉普拉纳大学医院接受治疗。一名来自马德里的24岁男子，最近从意大利北部返回，经检测呈阳性，并被送往卡洛斯三世医院。
2月26日，两名与意大利医生及其妻子一起度假的意大利游客检测也呈阳性，他们被转移到Hospital Universitario Nuestra Señora de Candelaria 进行隔离。在巴塞罗那，几天前访问意大利的22岁男子被测试为阳性。马德里也确诊里第二宗病例。安达卢西亚首次报告确诊个案，意大利的第12例宗病例在塞维利亚确诊。
2月28日，居住在米兰的28岁游客在阿尔梅里亚测试呈阳性，并被送入Mediterráneo医院。 
3月12日，西班牙领土政策和公共职能大臣卡罗琳娜·达莉亚斯确认感染COVID-19，是继平等大臣伊雷内·蒙特罗后第二位确诊的内阁成员。此外，众议院议员、呼声党主席圣地亚哥·阿瓦斯卡尔当天也确诊感染。同時皇馬籃球隊也有球員受到感染。
3月15日，西班牙政府主席（首相）佩德罗·桑切斯的妻子感染COVID-19。
3月16日，马德里自治区政府主席伊莎贝尔·迪亚斯·阿尤索确认感染COVID-19。
3月20日，西班牙人足球俱乐部中国籍球员武磊确诊感染新型冠狀病毒。而该队已有6位一线队成员确诊感染COVID-19，其中有4位球员。
3月21日，前皇家马德里主席及馬拉加足球俱樂部的所有者洛伦佐·桑斯因感染COVID-19逝世。
3月22日，西班牙首相佩德罗·桑切斯（PedroSánchez）宣布，他将通过请愿书提交国会将全国紧急状态延至4月11日。穆尔西亚自治区主席下令停止一切不必要的经济活动，这一决定后来被中央政府撤销。西班牙著名歌剧歌手普拉西多·多明戈（PlácidoDomingo）宣布他的COVID-19测试呈阳性。首相佩德罗·桑切斯的母亲和岳父被冠状病毒感染后住院。
3月23日，国防部长玛格丽塔·罗伯斯（Margarita Robles）称，西班牙军队发现老人被遗弃并在养老院内丧生。展开了刑事调查。
3月24日，马德里的溜冰场“ Palacio del Hielo”开始用作停尸房。到这一日期，已确认有5400名医疗专业人员的冠状病毒检测结果呈阳性，并被送回家，使医院更加劳累，因为缺乏防护设备使工人处于危险之中。
3月25日，西班牙国王费利佩六世的表妹波旁-帕尔马的玛丽亚·特雷莎公主成为第一位在巴黎死于COVID-19的皇室，享年86岁。

## 反应
2020年2月12日，世界移动通信大会被取消。 
2月24日，在发现涉及意大利公民的COVID-19个案后，特内里费岛的H10 Costa Adeje Palace被封锁。
2月28日，在发现的一个涉及前往米兰的西班牙体育记者的COVID-19个案后，巴伦西亚足球俱乐部宣布暂停所有非体育室的活动，包括新闻发布会。
3月9日，首都馬德里宣佈所有学校将从3月11日起停课两周，至3月30日结束。後西班牙所有自治區均宣佈關閉學校。同时，西班牙政府宣佈停止与意大利的直航航线至3月25日，西甲联赛空场举行两周，瓦伦西亚法雅节被迫停辦。
3月12日，西班牙加泰罗尼亚自治区封锁了四个城镇，这也是疫情爆发以来西班牙首次作出封城决定。
3月14日，媒体报道，西班牙開始進入為期15天的緊急狀態，全国将封城，西班牙當局下令民眾避免非必要外出，並動員所有警力支援緊急狀態。相關措施將從16日8時起生效，自此西班牙將成為繼義大利與捷克後，实施全境封锁的第3個歐洲國家。
3月22日，西班牙政府主席（首相）宣布，西班牙的国家紧急状态再延长15天。後又宣布延長至5月9日。同時西班牙國民在30天内禁止一切非必要的旅行。
3月30日，西班牙暂停全国范围内除食品、医疗等行业外的非关键性生产活动，相關措施直至4月9日。
4月9日，西班牙首相宣佈允許官方信贷机构向各界提供新一轮的200亿欧元的信贷担保。据西班牙首相透露，西政府目前已为应对疫情投入了1282.88亿欧元，相当于国内生产总值的10%。
4月13日，西班牙部分行業復工。
4月21日，潘普洛纳宣布因疫情取消奔牛节，为当地40年来首次。
4月25日，西班牙首相桑切斯發表全國電視講話時表示，如果疫情繼續放緩，民眾可以從5月2日獨自外出運動，或與同住的一名親友出外散步，惟民众必須遵守社交距離指引，與其他人保持至少兩米距離。
4月26日，西班牙允許14歲以下兒童外出。
5月4日开始，西班牙乘坐公共交通工具必须佩戴口罩。
6月21日，西班牙結束國家緊急狀態，率先向申根區國家開放邊境。
7月6日起，由于出现疫情局部暴发，加利西亚大区卢戈省一城鎮實施封城，在5天之內，当地的约七万居民除必要工作外不得出镇。
8月14日，由于最近几周内西班牙COVID-19确诊病例急剧上升，西班牙衛生大臣宣佈西班牙全国范围内的舞厅等娱乐场所将全部关闭，並禁止民众在室外聚众吸烟、饮酒。
9月18日，西班牙當局對馬德里地區实施封锁。
10月2日，包括马德里在内的西班牙10座市镇再度封城。
10月25日，西班牙再次进入国家紧急状态。宵禁範圍擴大至西班牙除加纳利群岛以外地區。
2021年5月9日，因感染率下降及疫苗接種工作進展迅速，全國大部分地區結束緊急狀態。
2022年2月起，西班牙規定民眾在戶外可以不必戴口罩。5月17日，西班牙休达和梅利利亚直辖市与摩洛哥之间的边境重新开放。此前邊境已经过26个月的封锁

## 相关争议
3月15日晚西班牙卫生大臣萨尔瓦多·伊利亚与国防、交通和内政三部门的大臣一起召开联合发布会，宣布西班牙的医疗体系将「收归国有」，所有私营医疗配置将置于西班牙国家卫生系统的管理之下。伊利亚表示，公共、私人和军事医疗机构，包括具有购买医疗用品能力的私营部门，如医院或制药公司等，要由政府全权指挥，并表示为解决这场危机，会对私营部门采取「一切必要手段」。

## 扩散到其他地区
巴拿马
当地时间3月9日，巴拿马卫生部宣布，该国出现首例COVID-19确诊病例，患者是一名40岁的女性，所属国籍尚未公布。巴拿马卫生部长罗萨里奥·特纳称，这名女子从西班牙出发，9日到达巴拿马后，因发烧和咳嗽而寻求医院治疗。
洪都拉斯
11日最新消息，洪都拉斯首次报告了COVID-19确诊病例，2名患者被确诊感染COVID-19。
报道称，在两名确诊患者中，其中一人来自西班牙，另外一人来自瑞士。
厄瓜多尔
2月29日，厄瓜多尔公共卫生部发布首例病例。首例患者是一名居住在西班牙的厄瓜多尔妇女，2月14日从马德里乘直飞航班抵达厄瓜多尔，当时没有出现症状，但很快就开始感到不适，并被送往一家公立医院。
赤道几内亚
赤道几内亚卫生与社会福利部14日宣布该国确诊首例COVID-19病例。患者是一名42岁赤几女性，3月13日从西班牙马德里乘飞机抵达赤几首都马拉博国际机场，在旅客筛查过程中被检测出病毒阳性。
纳米比亚
纳米比亚衛生和社會服務部表示，当地时间周六（14日）报告了2例COVID-19确诊病例，是一对西班牙夫妇，他们周三（11日）抵达纳米比亚，经检测均呈阳性并被隔离。
台灣
3月15日，台灣中央流行疫情指揮中心宣布新增6例確診病例，其中案58為自西班牙留學返國之學生，其返回前該校已有確診病例；3月16日，宣布新增8例確診病例，其中案64亦為自西班牙留學返國之學生，與案58為同校同學。
中国大陆
3月16日，中国大陆报道一名输入型病例，该患者16日于西班牙返回云南省。
3月17日，四川绵阳市卫生健康委员会官网发布消息，3月13日从西班牙返绵人员罗某某，为无症状感染者，目前正在定点医院接受医学隔离观察。
吉布提
吉布提消息：吉布提卫生部18日发布声明说，该国当天确诊首例COVID-19病例，为来自西班牙的输入性病例。
据吉布提卫生部的声明，这名患者是本月14日抵达吉布提的西班牙特种部队的一员。经法国驻吉布提军事基地同意，与患者乘坐同一飞机的所有军人已被隔离在基地内。

## 统计
Template:2019冠狀病毒病病例數/西班牙